# Thymoites peruanus
Thymoites peruanus es una especie de araña araneomorfa del género Thymoites, familia Theridiidae. Fue descrita científicamente por Keyserling en 1886.
Habita en Perú.